# 高畠町
高畠町（日语：／ Takahata machi */?）是位於日本山形縣東南部的町，也是縣內人口最多的町。轄區地處置賜盆地東端，東部隔著奧羽山脈和宮城縣的七宿町與福島縣的福島市相接，最上川流經西部地區並往北流，當地人口則主要集中在高畠地區。因山形新幹線於境內設有高畠車站，以及2019年東北中央自動車道南陽高畠至山形上山段通車的影響，使高畠町和周邊地區的人員和經濟交流逐漸增加。當地也以推廣有機農業而聞名。

## 地理
高畠町境內57.9%的面積被森林覆蓋，21.2%的土地為農業用地。南端為最上川的發源地吾妻山，東北部的二井宿地區位於縣南縣立自然公園的範圍內，東部則坐落著奧羽山脈。北部為丘陵地帶，在南部地區形成的沖積扇扇端及其外緣地區則由泥沙堆積而成，地質結構較不穩固。吉野川、砂川、屋代川、鬼面川等河也流經境內，並在西邊注入最上川。上述河川的流域周圍散布著廣闊的水田，其河水則被用作飲用水與農業用水。

### 氣候
由於高畠町地處盆地内，因此夏季與冬季的溫差較大。受到地形影響，當地容易出現焚風。北部的丘陵地帶在降雨時容易發生洪水，對當地居民的生活和農作物的生長帶來諸多不便。冬季因西北季風的吹拂使當地的降雪量相當大。平原地區的積雪深度約1.2公尺，山間地帶的積雪深度則可超過2.5公尺，每年冬季的積雪期可達100天以上。

## 歷史
高畠町在古代便有人類定居，境內的日向洞窟可追溯至繩紋時代的草創期，日向洞窟則於近代被指定為日本的文化財與史跡。當地也曾發掘出羽山古墳等古墳遺址。昭和29年（1954年）10月，高畠町、二井宿村、屋代村、 龜岡村與和田村合併成社鄉町。昭和30年（1955年）4月，糠野目村與社郷町合併，並改名為現今的高畠町。

## 行政
現任町長高梨忠博於2022年4月在選舉中當選，其任期將持續至2026年4月。

## 經濟
高畠町的農業以生產稻米、西洋梨、葡萄等農產品。當地也盛行酪農業，並生產乳製品等各項產品。近年來高畠町致力於在境內推動有機農業。

## 教育
高畠町境內共有6所小學校、1所中學校和1所高等學校。

## 交通
國道13號以南北走向通過轄區，國道113號則以東西走向穿越境內。東北中央自動車道也以南北向通過高畠町，並在北邊與南陽市的邊界設有南陽高畠IC。鐵路方面，JR東日本的奧羽本線和山形新幹線皆通過轄區，其中高畠車站為山形新幹線和奧羽本線在境內共構的車站。